# Miturga severa
Miturga severa là một loài nhện trong họ Miturgidae.
Loài này thuộc chi Miturga. Miturga severa được Eugène Simon miêu tả năm 1909.